# マリリン・ルース・テイク
マリリン・ルース・テイク（英語: Marilyn Ruth Take、1928年3月11日 - 2023年4月14日）は、カナダオンタリオ州トロント出身のフィギュアスケート選手（女子シングル）。1947年のカナダフィギュアスケート選手権で優勝。1948年サンモリッツオリンピックにカナダ代表として出場し、12位だった。
2023年4月14日にトロントで亡くなった。認知症を患っていた。

## 主な戦績
| 大会/年      | 1943-44 | 1944-45 | 1945-46 | 1946-47 | 1947-48 |
| ------------ | ------- | ------- | ------- | ------- | ------- |
| オリンピック |         |         |         |         | 12      |
| 世界選手権   |         |         |         |         | 12      |
| カナダ選手権 | 2       | 2       | 2       | 1       |         |